# کینتانییا د تریگرس
کینتانییا د تریگرس (به اسپانیایی: Quintanilla de Trigueros) یک شهرستان در اسپانیا است که در استان وایادولید واقع شده‌است.